# Михаел Витман
Михаел Витман (Фогетал, 22. април 1914 — између Сент Ењан де Краменија и Сента, 8. август 1944) је био СС-Хаупштурмфирер (СС-капетан) у 101. СС тешком тенковском батаљону (Schwer SS-Panzer-Abteilung 101) током Другог светског рата и један од најуспешнијих тенковских командира у историји ратовања. Остаће запамћен по чувеном нападу на делове британске 7. оклопне дивизије, 13. јуна 1944. године код француског градића Вијер-Бокаж, који је извео самостално у свом тенку типа Тигар.

## Биографија
Витман је своју успешну каријеру у оклопним јединицама започео у априлу 1941. године, током немачких операција на Балкану. У то време био је командир јуришног топа Штурмгешиц A III што је био велики корак унапред у односу на оклопне аутомобиле којима је била опремљена његова јединица у којој је провео кратко време током пољске кампање. Топ од 75 mm којим је био наоружан Штурмгешиц III био је тежак за употребу зато што је био непокретан, па се нишанило окретањем читавог возила, због чега је возач имао додатну одговорност.
Витманова јединица, 1. СС оклопна дивизија Телесна гарда Адолфа Хитлера (LSSAH) се посебно истакла заузимањем грчке престонице и била је, заједно са 9. оклопном дивизијом, део клина који је пробио грчку одбрану. После само три недење борби Вермахт је у потпуности савладао отпор на Балкану. Витман је заједно са својом јединицом послат у Чехословачку на одмор и реорганизацију. Међутим, одмор није дуго потрајао и Витман се врло брзо нашао у истој улози на Источном фронту где је у честим сукобима са совјетским тенковима усавршио своју тактику борбе против непријатељских оклопних јединица због чега је у зиму 1942—1943. послат на обуку за командира тенка.
Након успешне обуке Витман је поново упућен на Источни фронт у чину СС-Унтерштурмфирера као командир тенка Панцер III. У 1943. године завршио је преобуку за нови немачки тешки тенк Тигар, таман на време да учествује у Курској бици (Операција Цитадела) у којој је командовао тенковским водом. 1943. године је била веома успешна за Витмана и његову посаду па је 14. јануара 1944. године одликован Витешким крстом за заслуге на бојном пољу, односно за уништење 66 совјетских тенкова. Само две недеље касније, када је одликован храстовим лишћем уз Витешки крст, број совјетских тенкова које је уништио попео се на 88.
У тренутку када је његова јединица пребачена у Француску, пред крај лета 1944. год, након савезничког искрцавања у Нормандији, Витман је већ био одликован храстовим лишћем уз Витешки крст и унапређен је у чин СС-Оберштурмфирера. Њеогов највећи успех, током кампање у Нормадији је свакако било његово учешће у бици код Вијер-Бокажа, 13. јуна 1944. године. Витманов тенк се налазио сакривен у шуми када је уочио делове британске 7. оклопне дивизије, који су из правца Вијер-Бокажа наступали ка сектору немачке линије фронта који у том тренутку није био поседнут немачким јединицама. Свестан опасности, Витман је сам кренуо у акцију против бројнијег непријатеља. Касније су му се придружили и остали тенкови из његове јединице. У акцији која је уследила, уништен је велики број британских тенкова и оклопних возила, а британско напредовање је заустављено. Витман је за учествовање у овој акцији, истог дана одликован мачевима уз Витешки крст, по наредби СС обергрупенфирера Сепа Дитриха и унапређен је у чин СС-Хауптштурмфирера. У наредби за одликовање Витману је приписано уништење 21 британског тенка и више других оклопних возила.
8. августа 1944. године непуна два месеца након битке код Вијер-Бокажа, Витман је погинуо у акцији током Операције Тотализе. Његов тенк уништен је у близини града Синтоа, највероватније током борбе са британском тенковском четом из састава 1. Нортхемптонширског пука. Његов тенк погођен је два пута у десни бок, искоса, отпозади, што је проузроковало експлозију која је одбацила куполу. Смртоносне гранате испаљене су око 12.40 из британског тенка Шерман Фајерфлај из састава 3. вода, А чете, 33. оклопне бригаде, којим је командовао наредник Гордон док је нишанџија био војник Џо Екинс. Многи истраживачи прихватају ову верзију догађаја јер је она најприближнија званичним верзијама и британске и немачке стране.
Међутим, многе савезничке јединице које су биле у близини догађаја, као што су 4. Канадска оклопна дивизија и 2. Пољски оклопни пук (део 1. Пољске оклопне дивизије под командом генерала Мачека), присвојиле су заслуге за уништење Витмановог тенка. Такође се претпоставља да је Витманов тенк уништен високо-експлозивном ракетом РП-3 које су користили британски јуришни авиони Хокер Тајфун из састава РАФ.
Витманов број победа никада није превазиђен. Током своје војничке каријере уништио је 138 непријатељских тенкова, 132 аритљеријска оруђа и стотине других возила. У тренутку своје смрти био је носилац Витешког крста Гвозденог крста за храстовим лишћем и мачевима. Сахрањен је на гробљу Ла Камбе у Француској.